# Orbec
Orbec è un comune francese di 2 450 abitanti situato nel dipartimento del Calvados nella regione della Normandia.

## Società

### Evoluzione demografica
Abitanti censiti

## Amministrazione

### Gemellaggi
- Kingsteignton, Regno Unito, dal 1979
- Frammersbach, Germania, dal 1987